# Кампаниља (Порторико)
Кампаниља (шп. Campanilla) град је у америчкој острвској територији Порторико, острвској држави Кариба.

## Демографија
По попису из 2010. године број становника је 6.868, што је 889 (-11,5%) становника мање него 2000. године.
| Група             | 2000.         | 2010.         |
| Белци             | 34 (0,4%)     | 32 (0,5%)     |
| Афроамериканци    | 710 (9,2%)    | 1.103 (16,1%) |
| Азијати           | 13 (0,2%)     | 29 (0,4%)     |
| Хиспаноамериканци | 7.714 (99,4%) | 6.809 (99,1%) |
| Укупно            | 7.757         | 6.868         |